# Wiel Arets
Wiel Arets (* 6. května 1955 Heerlen) je nizozemský architekt, urbanista a designer. Je představitelem minimalistické architektury, jeho tvorbu ovlivnili především italští racionalisté Giorgio Grassi a Cesare Cattaneo. V roce 1991 vydal programové dílo An Alabaster Skin, v němž prosazoval zasazení architektury do kontextu moderního stylu života.

## Život
Je absolventem Technické univerzity v Eindhovenu. Roku 1984 založil vlastní studio IR Wiel Arets Architect & Associates. Byl hostujícím profesorem na Kolumbijské univerzitě, Univerzitě užitého umění ve Vídni a Královské dánské umělecké akademii v Kodani. V letech 1995 až 2002 byl děkanem amsterdamského Berlage Institute, kde prosazoval moderní metody výuky. Působil také na Universität der Künste v Berlíně a Illinois Institute of Technology. Spoluzakládal odborný časopis Wiederhall a byl přijat do francouzské Académie d'architecture. Byla mu udělena Cena Charlotte Köhlerové. Propagoval odkaz heerlenského rodáka Fritse Peutze, představitele industriální architektury.
Jeho nejznámějším projektem je budova uměleckého institutu v Maastrichtu, kterou Mezinárodní svaz architektů zařadil mezi tisíc nejvýznamnějších budov dvacátého století. Jeho studio navrhlo také knihovnu Univerzity v Utrechtu, výškový obytný komplex Hoge Heren v Rotterdamu, sídlo pojišťovny Allianz v Curychu, galerii Borzo v Amsterdamu a fotbalový stadion Euroborg v Groningenu. Podílel se rovněž na výstavbě nové haly nádraží Amsterdam Centraal. Arets navrhoval i koupelnová zařízení pro firmu Alessi a nábytek pro firmu Lensvelt.

## Dílo

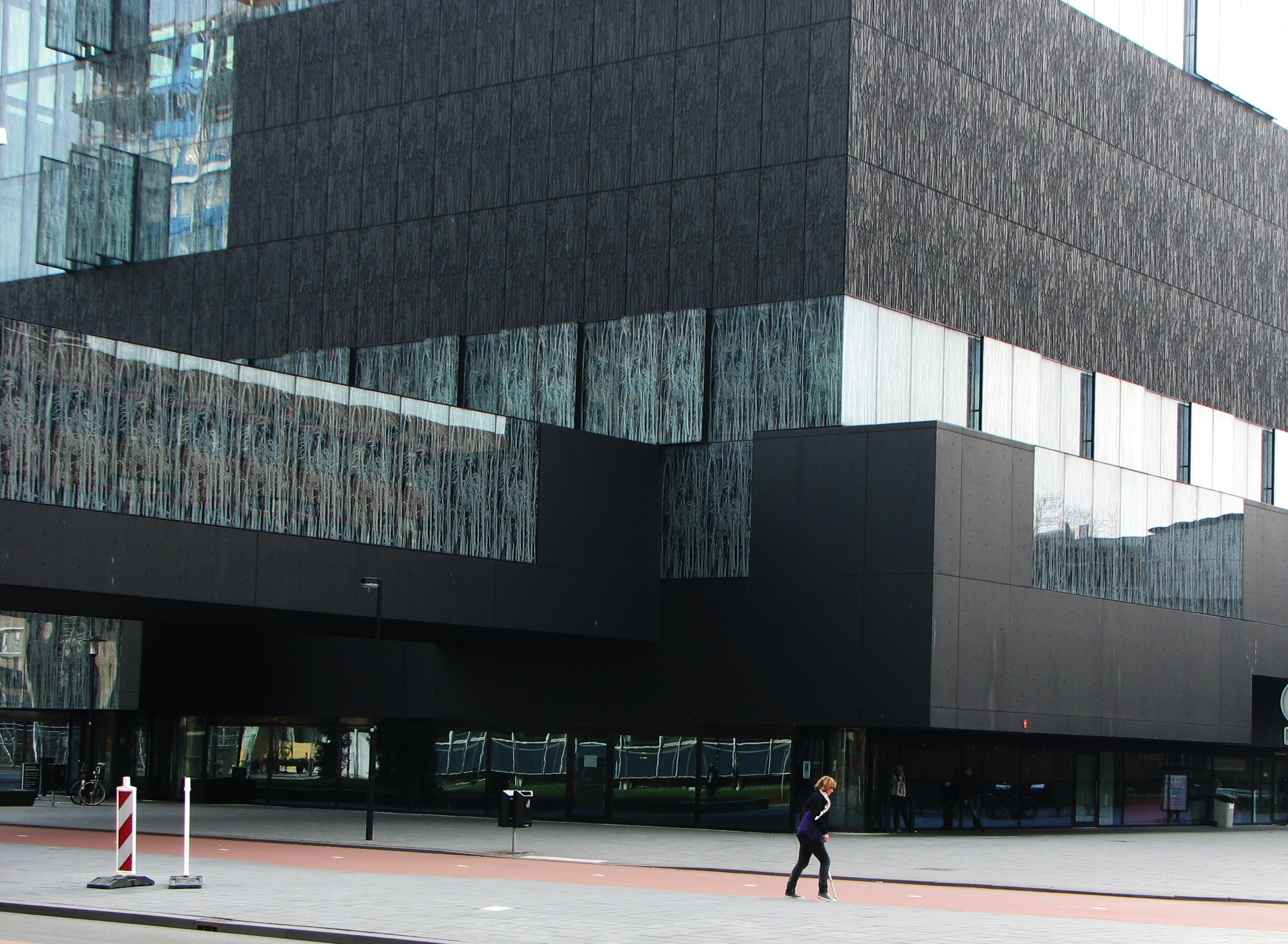
Knihovna Utrechtské univerzity
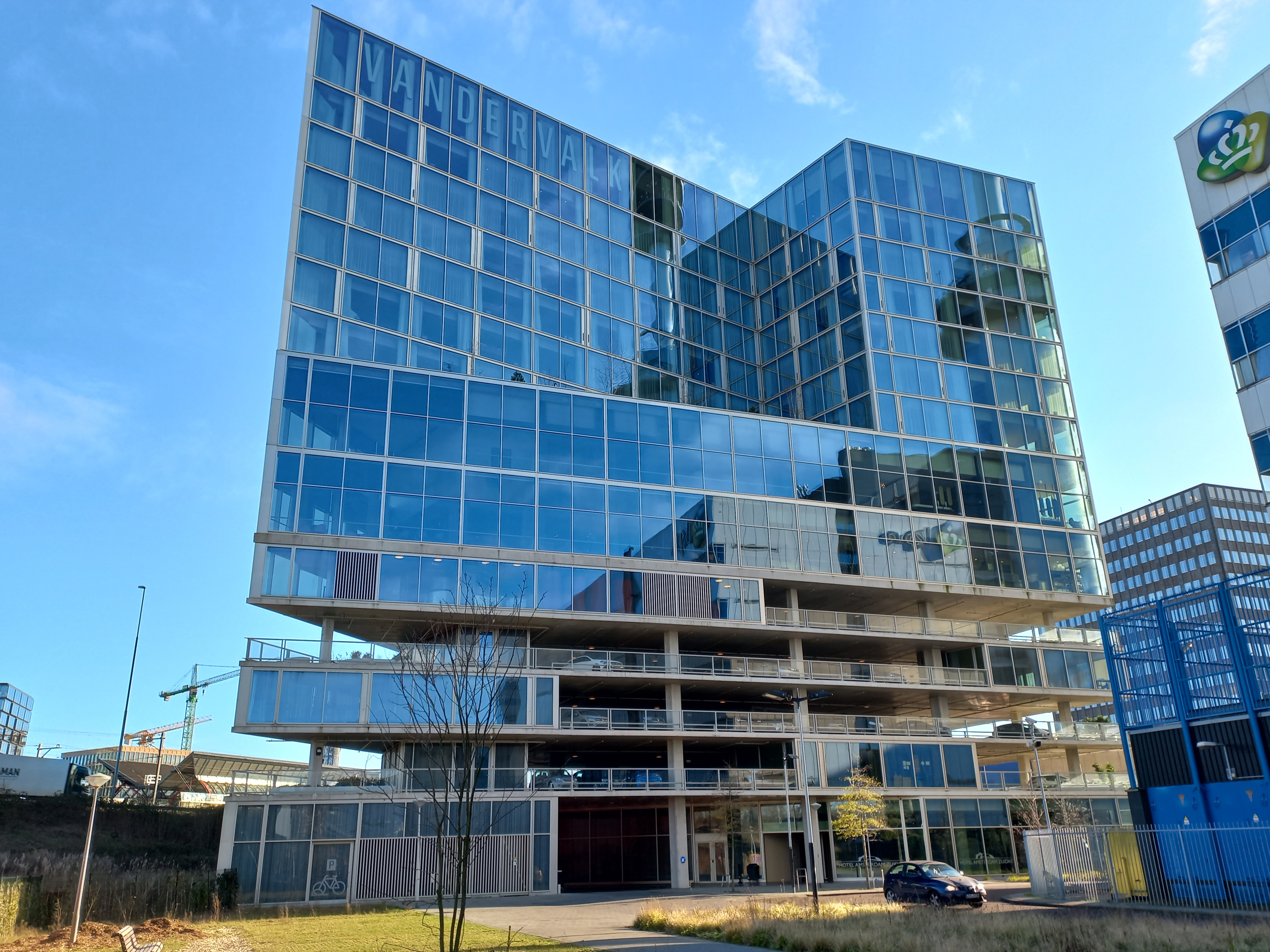
Hotel Van der Valk v Amsterdamu
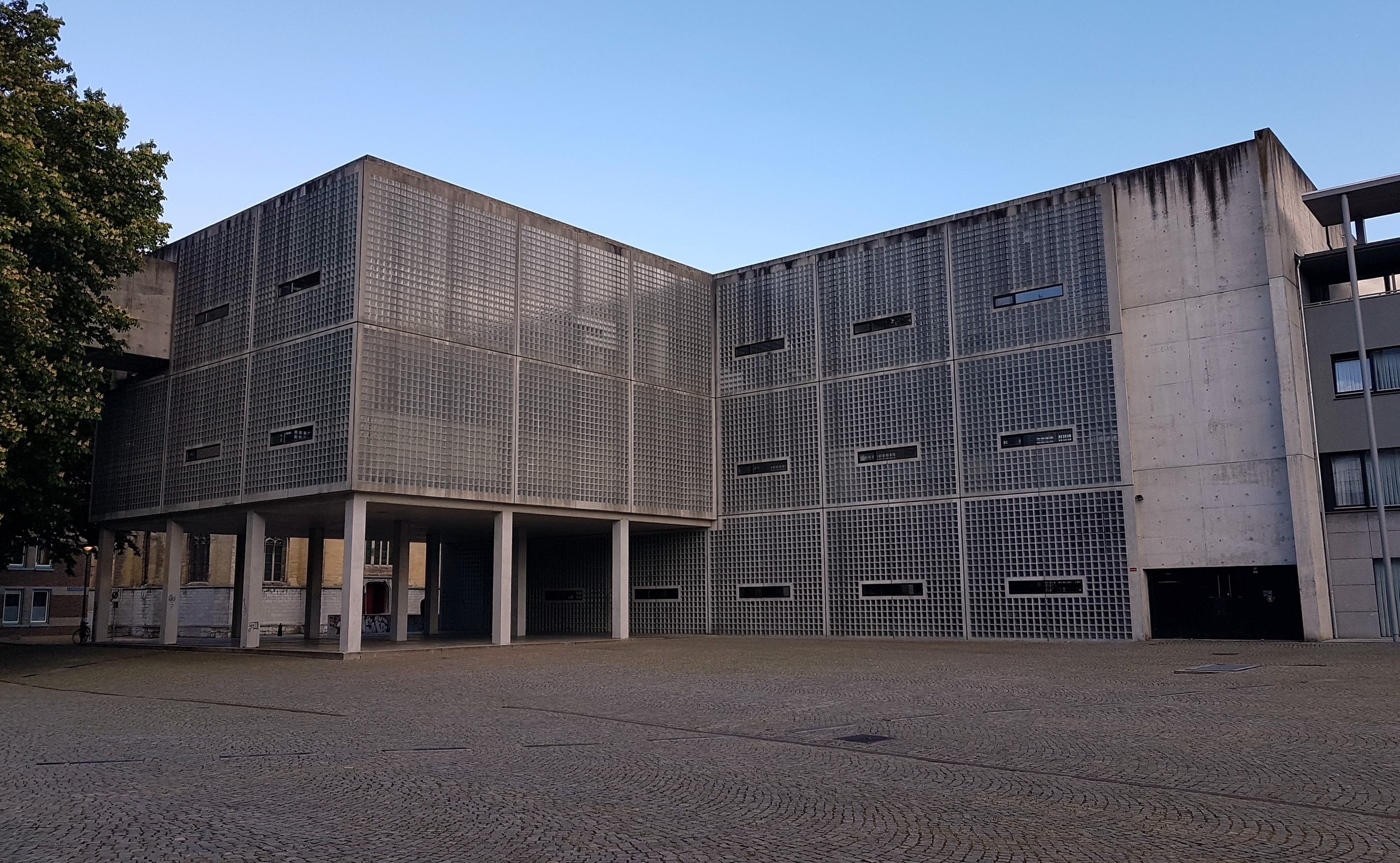
Umělecká škola v Maastrichtu
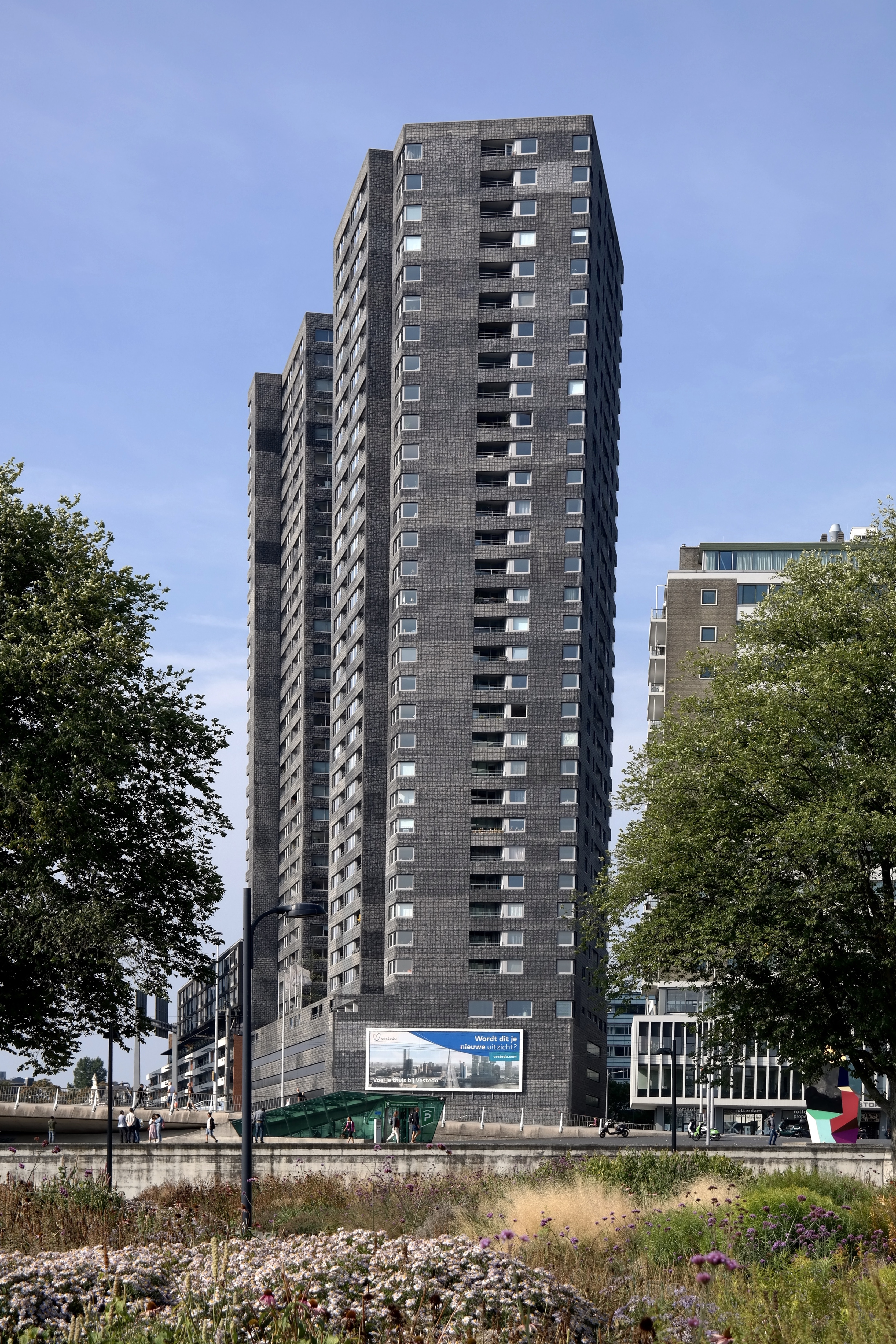
De Hoge Heren
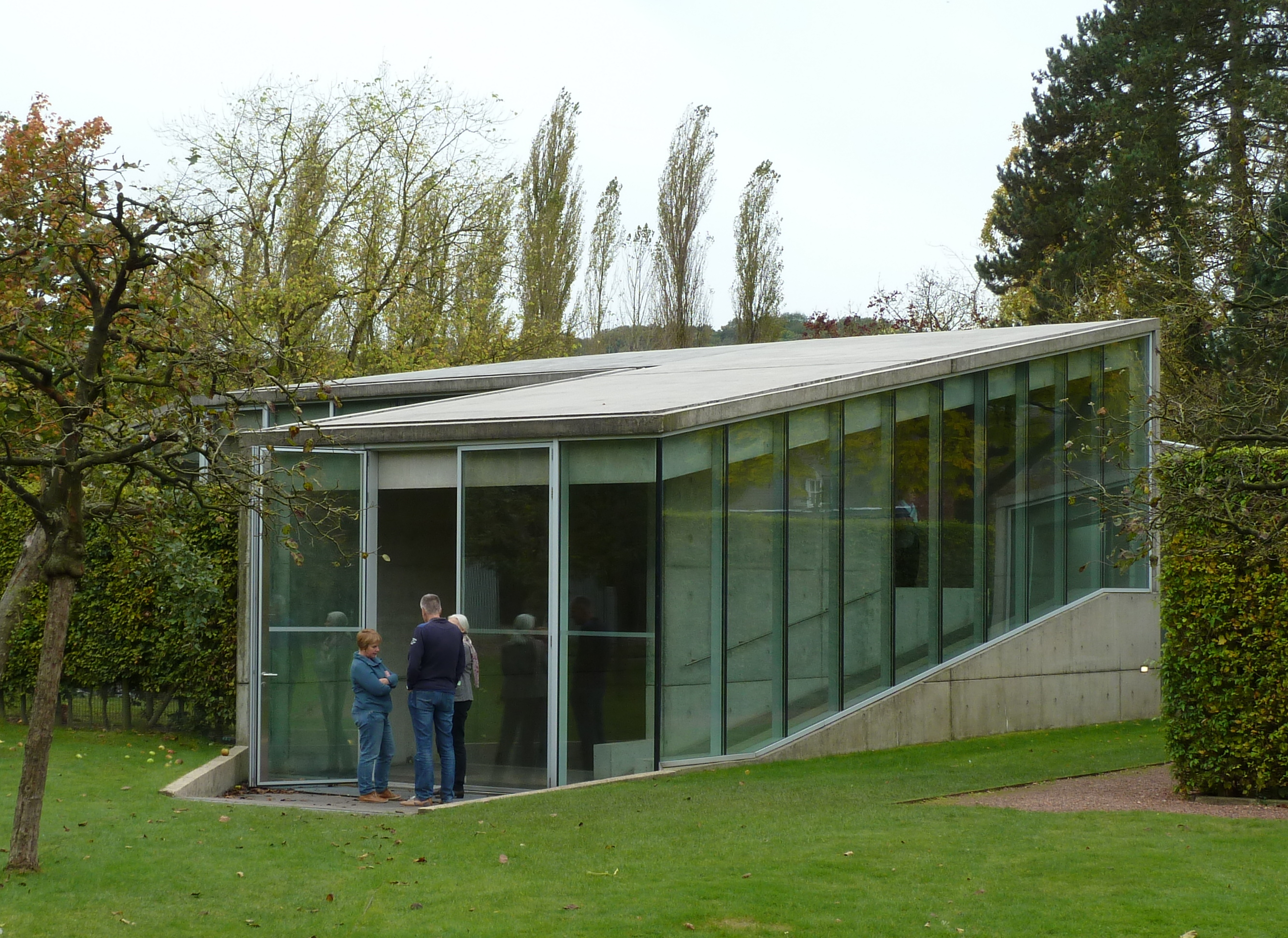
Hedge House v obci Wijlre
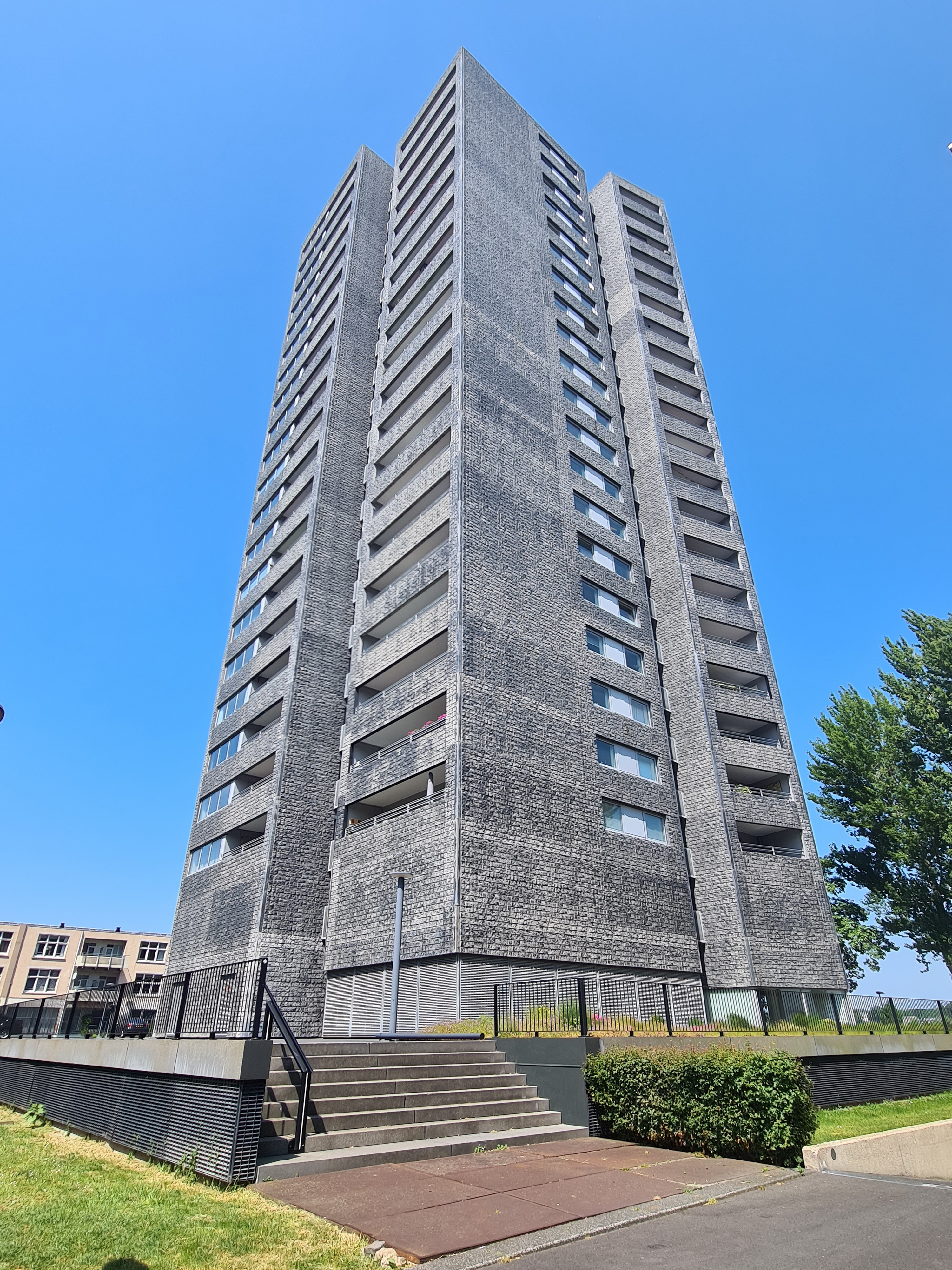
Skydome v Amsterdamu